# 귤현천
귤현천은 인천광역시 계양구 귤현동 43-5에서 발원해 굴포천으로 합류하는 지방하천이다. 총 길이가 1.79km인 곡류하천이며, 유역면적은 8.26km2이다.